# 駒井高白齋
駒井高白齋（？—1563年以前）是戰國時代的武將。甲斐武田氏家臣。譜代家老眾。一般認為是記載武田信虎・晴信（信玄）時代的『高白齋記（甲陽日記）』原本的作者。「高白齋」是出家名，出家前的諱有政武（まさたけ）・昌賴等諸說，人物比定也有異說。

## 生涯
駒井氏是甲斐源氏武田氏的分流，以巨摩郡駒井鄉（山梨縣韮崎市）為根據地的一族。
『高白齋記』中從天文11年（1542年）以降可見「高白齋」之名，在此之前，駒井姓之中，有名為「昌賴」之人的活動。天文10年（1541年），以信虎的駿河追放為契機，駒井昌賴出家，稱為「高白齋」。
晴信的信濃侵攻之際，天文11年（1542年），擔任高遠賴繼攻略的先陣、攻陷藤澤賴親籠城的信濃國伊那郡福與城（『高白齋記』）。負責和降伏的信濃國眾之間的連絡、調略。天文18年（1549年），負責和小縣郡村上義清之間的和睦交涉，但是未成功。
天文14年（1545年），和板垣信方、向山又七郎等共同調停駿河國今川氏和相模國後北條氏在駿相國境的紛爭（河東之亂）（『高白齋記』）。也負責接待三条西實澄、四辻實遠、冷泉為和等公卿和對朝廷的外交。
天文19年（1550年），作為晴信的代表執行義元夫人（信玄之姐）的拜訪・葬儀。天文21年（1552年）11月，從事信玄嫡子義信和今川義元女之間的婚儀的奔走約定、甲相駿三國同盟的成立（『高白齋記』）。
永祿6年（1563年）5月晦日，在高野山舉行供養，所以可能在此之前死去。
高白齋負責晴信對家臣團的上位通達、仲介家臣的申請報告、偏諱授與或仲介對家臣團、國眾、他國的贈答品等。在內政面，執行諸役免許、知行宛行、所領安堵等各種文書的發給，天文16年（1547年），起草、提出武田領國的分國法「甲州法度次第」。

## 脚注
1. ↑  『高白齋記』、「甲州法度之次第」是『山資』6下所載）

## 關連作品
- 風林火山（2007年、NHK大河劇、演：駒井政武 - 高橋一生）

## 關連項目
- 戰國時代人物一覽